# Miločani
Miločani är ett samhälle i Montenegro. Det ligger i den centrala delen av landet, 50 km nordväst om huvudstaden Podgorica. Miločani ligger 625 meter över havet och antalet invånare är 645.
Terrängen runt Miločani är huvudsakligen kuperad, men söderut är den platt. Miločani ligger nere i en dal. Runt Miločani är det ganska glesbefolkat, med 48 invånare per kvadratkilometer. Närmaste större samhälle är Nikšić, 7,0 km sydost om Miločani. Trakten runt Miločani består till största delen av jordbruksmark.